# Parafia Matki Bożej Różańcowej w Trzebnicach
Parafia Matki Bożej Różańcowej w Trzebnicach – parafia rzymskokatolicka w dekanacie Chocianów w diecezji legnickiej. Jej proboszczem jest ks. Krzysztof Antosik SDB. Obsługiwana przez księży salezjanów. Erygowana w 1972.